# Лезьниця-Велика
Лезьниця-Велика (пол. Leźnica Wielka) — село в Польщі, у гміні Паженчев Зґерського повіту Лодзинського воєводства.

## Історія
Першу згадку про місто Лезьниця Велька, що збереглася в джерелах, можна знайти в підтверджуючому документі, виданому в Кракові 1 березня 1357 року королем Казимиром Великим для архієпископа Ярослава Скотницький та Гнєзненського митрополії. Серед приблизно 45 сіл з Ленчицького краю, згаданих у документі, у самому Лешно-майорі власність архієпископа складала 3 відділи. З цієї згадки видно, що гнізненська церква була власником не всього поселення, а його частини. 
У 1975–1998 роках місто адміністративно належало тодішній Лодзінській губернії.